# Klanění tří králů (Botticelli, 1475)
Klanění tří králů (italsky L'Adorazione dei Magi) je název obrazu namalovaného italským renesančním umělcem Sandrem Botticellim.
Botticelliho dílo se vyznačuje množstvím prací s religiózní tematikou, čehož důkazem je i pět obrazů s názvem Klanění tří králů. Pravděpodobně nejznámějším a nejslavnějším dílem je tato verze, která vznikla v roce 1476. Obraz patřící ke klenotům umělecké kolekce florentské Uffizi je pokládán za vrchol Botticelliho rané tvorby.

## Okolnosti vzniku díla
Obraz je známý i pod označením Del Lamovo klanění, které obsahuje jméno zadavatele díla. Guaspare di Zanobia del Lama byl florentský obchodník, který zbohatl za velmi nejasných okolností, dokonce byl považován za člověka s velmi pochybnou minulostí. Pracoval jako směnárník a díky tomu přišel k značnému majetku. Přesto mu však chybělo adekvátní společenské postavení. Ve snaze ho získat se stal se postupně členem několika místních nejprestižnějších tzv. bratrstev a ze soukromých prostředků dal postavit kapli v bazilice Santa Maria Novella, do které byl umístěn oltářní obraz Klanění tří králů, objednaný u Sandra Botticelliho.
Paradoxně tento obraz je jedinou památkou krátkého období společenského úspěchu Del Lamy. Jeho pochybné obchodní praktiky vyšly totiž brzy najevo; byl usvědčen z podvodu, což mu vyneslo zákaz podnikání v této oblasti a ztrátu těžce nabytého společenského postavení. Vrátil se k původnímu životu a zemřel ve velmi skromných podmínkách.
Vznik obrazu byl Del Lamovým omluvným gestem za předešlý život a měl mu zajistit jistou formu očištění duše v den posledního soudu. Současně se chtěl zadavatel díla zavděčit vládnoucím Medicejským a vyjádřit svou sounáležitost s tímto rodem, na jehož vůli závisel jeho úspěch v podnikání. Při objednávání díla požádal totiž Del Lama Botticelliho ať namaluje příslušníky rodu Medicejských jako krále, kteří se přišli poklonit Ježíškovi. Současně dal mezi členy doprovodu namalovat svůj portrét, aby dílo budilo dojem, že patří k této rodině (jeho podobizna se nachází ve skupině osob vpravo; na diváka se dívá starší světlovlasý muž v bleděmodrém plášti).

## Kompozice a ikonografie
Ústřední postavou díla je uprostřed polorozbořené stavby sedící Panna Maria s Ježíškem, jehož drží v klíně. Poklonit se jí a Dítěti přichází zástup mužů, ve kterém místo biblických králů zaujali příslušníci florentské honorace; je v nich možné najít nejznámější příslušníky rodu Medicejských. Nedá se s jistotou jednoznačně přisoudit identita jednotlivých postav. Není pochyb, že nejstarší muž klečící těsně před Pannou Marií je Cosimo de 'Medici, zakladatel slávy rodu.
Obraz je pozoruhodný i tím, že mezi osobami v doprovodu na pravé straně obrazu (úplně vpravo dole) autor namaloval sám sebe v roli pozorovatele.
Historik Giorgio Vasari ve svých zápiscích označil jednotlivé členy doprovodu - kromě prvního krále, kterým byl Cosimo de 'Medici, druhého označil jako  Giuliana (zavražděného v dubnu 1478 při bohoslužbě v katedrále Santa Maria del Fiore) a třetím by měl být Cosimův syn Giovanni (v bílém). Dnes ale víme, že před Madonou namísto Giuliana klečí Cosimův druhý syn Piero (v červeném plášti). Giuliana můžeme vidět úplně vlevo (v bílých punčochových kalhotách). S jistotou dokážeme na obraze ještě rozpoznat Lorenza I. Medicejského, zvaného Nádherný (vpravo v černém).